# Landkreis Miaoli
Der Landkreis Miaoli (chinesisch 苗栗縣, Pinyin Miáolì Xiàn) liegt im Westen der Republik China auf Taiwan. Der Name Miaoli geht auf die lautliche Nachahmung eines Wortes aus der Sprache des Ureinwohnervolks der Taokas mit der Bedeutung „Ebene“ zurück. Die Stadt Miaoli ist die Hauptstadt des Landkreises und auch als „Bergstadt“ bekannt, wegen der vielen Berge in der Umgebung, die auch beliebte Wanderziele sind.

## Geschichte

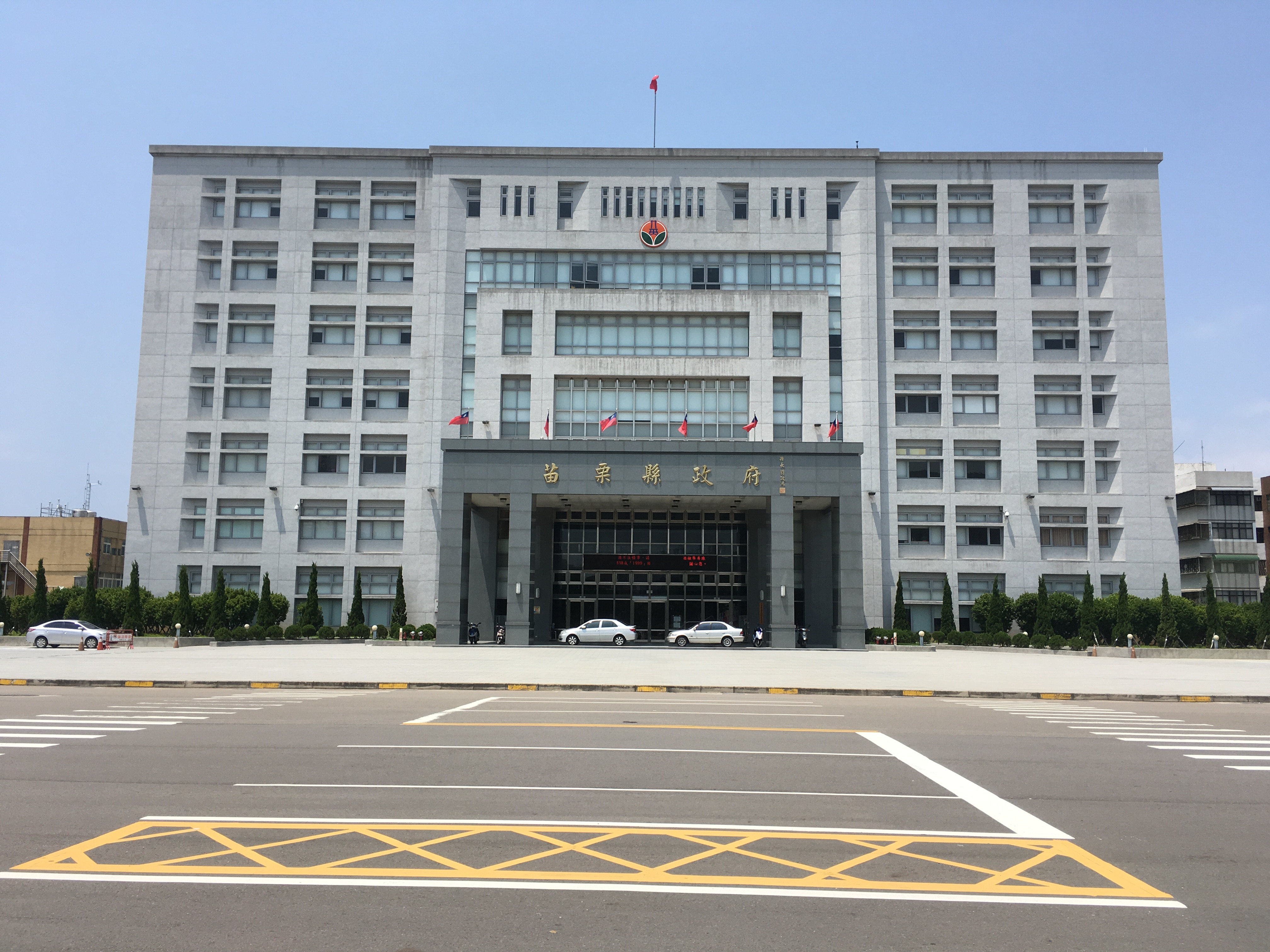
Sitz der Kreisverwaltung

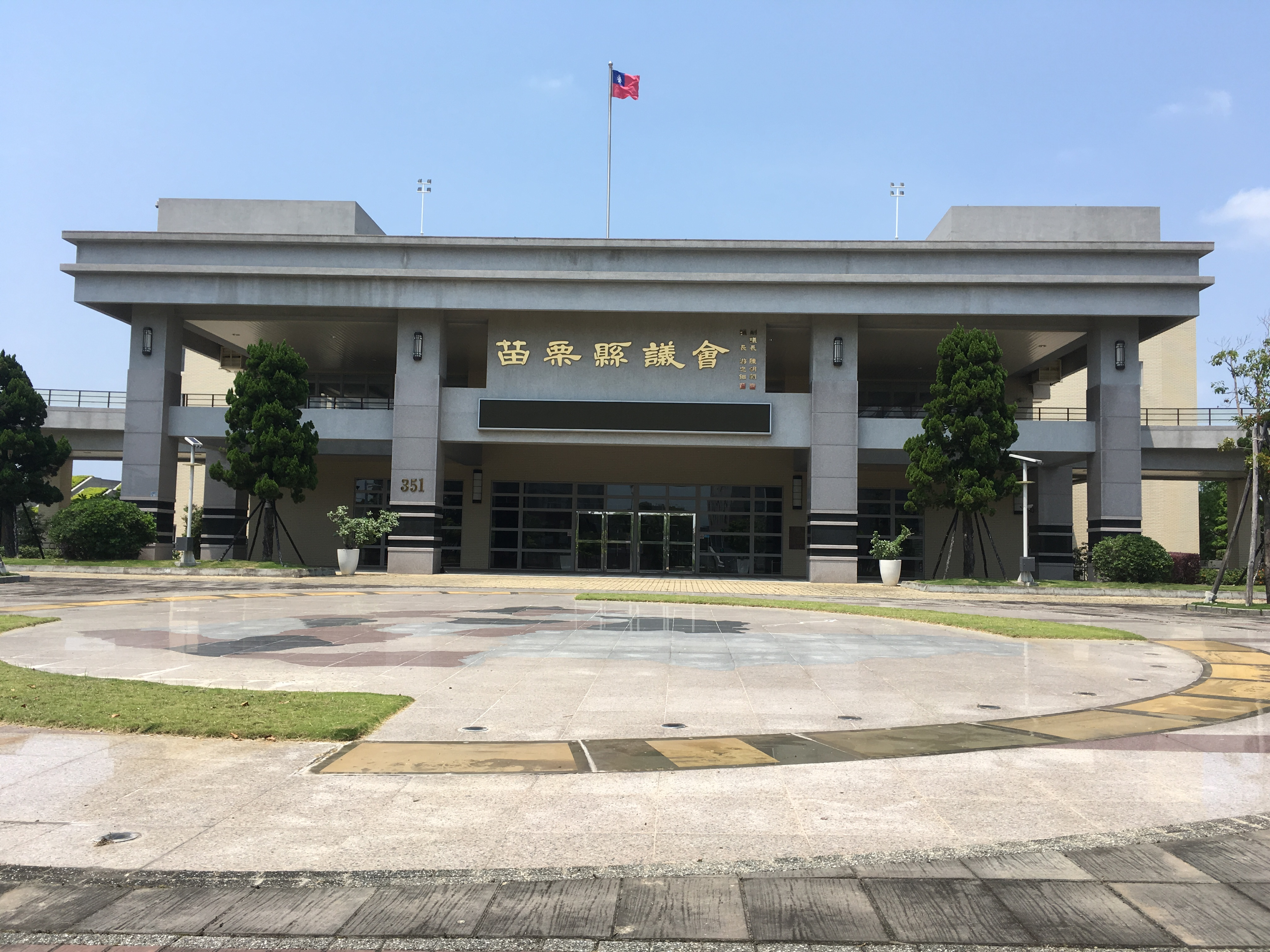
Sitz des Kreistages

Das Gebiet des heutigen Landkreises ist schon seit prähistorischen Zeiten besiedelt, wie archäologische Funde zeigen. Ab der Mitte des 17. Jahrhunderts kamen han-chinesische Siedler ins Land, was dazu führte, dass die indigenen Völker Taiwans zum Teil assimiliert und zum Teil in das Bergland abgedrängt wurden. Nach Beginn der chinesischen Herrschaft über Taiwan 1683 unter der Qing-Dynastie war das Gebiet unter dem Namen Zhuluo bekannt und erhielt 1887 den Status als Landkreis mit dem Namen Miaoli. Nach der japanischen Annexion Taiwans 1895 wurde der Landkreis wieder aufgelöst und ab den 1920ern war er Teil der japanischen Präfektur Shinchiku. Nach der Übernahme Taiwans durch die Republik China 1945 wurde aus der Präfektur Shinchiku der neue Landkreis Hsinchu. 1950 wurde dieser in die drei Landkreise Hsinchu, Taoyuan und Miaoli aufgeteilt. Die Kreisregierung des Landkreises Miaoli nahm am 25. Oktober 1950 ihre Arbeit auf.

## Bevölkerung
Im September 2024 hatte der Landkreis etwa 533.000 Einwohner. Damit gehört der Landkreis Miaoli zu den kleineren Verwaltungseinheiten. Nach der Sprachenstatistik 2010 wurden folgende Sprachen gesprochen (Mehrfachnennungen möglich): Mandarin 79,4 %, Hakka 52,4 %, Taiwanisch 45,8 %, Formosa-Sprachen 1,0 %, Andere 0,5 %. Der Landkreis Miaoli wies damit unter allen Landkreisen und Städten Taiwans nach dem Landkreis Hsinchu den zweithöchsten Anteil an Hakka-Sprechern auf.

## Städte und Gemeinden
Miaoli und Toufen sind Städte (市,  Shì) des Landkreises. Daneben gibt es fünf Stadtgemeinden (鎮,  Zhèn) und 11 Landgemeinden (鄉,  Xiāng).
Die Einwohnerzahlen waren im April 2018 die im Folgenden aufgeführten.
| Gemeinde                           | chin.  | Hanyu Pinyin    | Taiwanisch (POJ) | Hakka     | Fläche (km²) | Einwohner | Ew./km² |
| ---------------------------------- | ------ | --------------- | ---------------- | --------- | ------------ | --------- | ------- |
| 2 Städte                           |        |                 |                  |           |              |           |         |
| Miaoli                             | 苗栗市 | Miáolì Shì      | Biâu-le̍k-chhī    | Mèu-li̍t   | 37,8878      | 88.662    | 2.357   |
| Toufen                             | 頭份市 | Tóufèn Shì      | Thâu-hūn-chhī    | Thèu-fun  | 53,3205      | 102.986   | 1.932   |
| 5 Stadtgemeinden                   |        |                 |                  |           |              |           |         |
| Houlong                            | 後龍鎮 | Hòulóng Zhèn    | Āu-lâng-tìn      | Heu-liùng | 75,8079      | 36.585    | 486     |
| Tongxiao                           | 通霄鎮 | Tōngxiāo Zhèn   | Thong-siau-tìn   | Thûng-sêu | 107,8486     | 34.407    | 323     |
| Yuanli                             | 苑裡鎮 | Yuànlǐ Zhèn     | Oán-lí           | Yen-lî    | 68,2473      | 45.711    | 676     |
| Zhunan                             | 竹南鎮 | Zhúnán Zhèn     | Tek-lâm-tìn      | Tsuk-nàm  | 37,5592      | 85.731    | 2.277   |
| Zhuolan                            | 卓蘭鎮 | Zhuólán Zhèn    | Tah-lân-tìn      | Cho̍k-làn  | 75,3153      | 16.912    | 225     |
| 10 Landgemeinden                   |        |                 |                  |           |              |           |         |
| Dahu                               | 大湖鄉 | Dàhú Xiāng      | Toā-ô͘-hiong      | Thai-fù   | 90,8396      | 14.657    | 163     |
| Gongguan                           | 公館鄉 | Gōngguǎn Xiāng  | Kong-koán-hiong  | Kûng-kón  | 71,4523      | 33.590    | 474     |
| Nanzhuang                          | 南庄鄉 | Nánzhuāng Xiāng | Lâm-chng         | Nàm-chông | 165,4938     | 10.138    | 62      |
| Sanwan                             | 三灣鄉 | Sānwān Xiāng    | Sam-oan          | Sâm-vân   | 52,2964      | 6.705     | 129     |
| Sanyi                              | 三義鄉 | Sānyì Xiāng     | Sam-gī-hiong     | Sâm-ngi   | 69,3424      | 16.401    | 239     |
| Shitan                             | 獅潭鄉 | Shītán Xiāng    | Sai-thâm-hiong   | Sṳ̂-thàn   | 79,4324      | 4.412     | 56      |
| Tongluo                            | 銅鑼鄉 | Tóngluó Xiāng   | Tâng-lô-hiong    | Thùng-lò  | 78,3805      | 18.058    | 232     |
| Touwu                              | 頭屋鄉 | Tóuwū Xiāng     | Thâu-ok-hiong    | Thèu-vuk  | 52,5046      | 10.832    | 207     |
| Xihu                               | 西湖鄉 | Xīhú Xiāng      | Se-ô͘-hiong       | Sî-fù     | 41,0758      | 7.114     | 175     |
| Zaoqiao                            | 造橋鄉 | Zàoqiáo Xiāng   | Chō-kiô-hiong    | Cho-khièu | 47,9978      | 12.875    | 271     |
| 1 Berglandgemeinde der Ureinwohner |        |                 |                  |           |              |           |         |
| Tai’an                             | 泰安鄉 | Tài'ān Xiāng    | Thài-an-hiong    | Thai-ôn   | 614,5127     | 6.015     | 10      |

| Gemeinden im Landkreis Miaoli |
| --- |
| Miaoli Toufen Houlong Tongxiao Yuanli Zhunan Zhuolan Dahu Gongguan Nanzhuang Sanwan Sanyi Shitan Tongluo Touwu Xihu Zaoqiao Tai’an Landkreis Hsinchu Taichung |

## Politik
Die politischen Organe des Landkreises sind der Kreistag (苗栗縣議會,  Miáolì xiàn yìhuì), der 1950, kurz nach Einrichtung des Landkreises, erstmals zusammentrat. Vorsteher des Landkreises ist der Landrat (縣長,  Xiàn zhǎng, englisch Magistrate). Bis zum Jahr 2024 gehörten alle bisherigen Landräte (bis auf einige Parteiunabhängige) der Kuomintang an.

## Offizielle Symbole
Wie viele Verwaltungseinrichtungen in Taiwan hat sich der Landkreis Miaoli offizielle Symbole erwählt, die durch öffentliche Befragungen aus mehreren zur Auswahl gestellten per Abstimmung gewählt wurden. Als offizielle Blume wurde die Süße Duftblüte (Osmanthus fragrans, 桂花,  guìhuā) gewählt, eine Pflanze, die in Südchina, Taiwan und anderen Teilen Asiens heimisch ist und aus der unter anderem Parfümöle und aromatisierte Tees hergestellt werden. Offizieller Vogel wurde die Elster und offizieller Baum des Landkreises der Kampferbaum, der historisch eine große Rolle in der Wirtschaft Taiwans spielte.

## Sehenswürdigkeiten
Im Osten hat der Landkreis einen Anteil am Shei-Pa-Nationalpark.